# Angelo Galli
Angelo Galli (Novara, 8 settembre 1912 – Novara, 23 febbraio 2000) è stato un calciatore italiano, di ruolo centrocampista.

## Carriera
È stata una delle prime bandiere del Novara, con cui ha militato per nove stagioni (quattro di Serie A e quattro di Serie B, più il campionato 1928-1929, svoltosi prima dell'istituzione del girone unico) in tre differenti periodi, dalla fine degli anni venti all'inizio degli anni quaranta.
Ha inoltre disputato due campionati cadetti con la Sampierdarenese (con cui si è aggiudicato il campionato 1933-1934).
In carriera ha totalizzato complessivamente 87 presenze e 4 reti in Serie A e 153 presenze e 25 reti in Serie B.

## Palmarès
- Campionato italiano di Serie B: 2

Sampierdarenese: 1933-1934
Novara: 1937-1938